# ثورين أوكنشيلد
ثورين اوكنشيلد هي شخصية خيالية ظهرت في رواية الهوبيت عام 1937 والتي أنشأها [[ج. ر. ر. تولكين|تولكين]] . و ثورين هو قائد للاقزام الذين يسعون لاستعادة جبلهم من التنين سموغ .